# Gustavo Nápoles
Gustavo Nápoles (* 11. Mai 1973 in Monterrey, Nuevo León) (auch bekannt unter dem Spitznamen El Gusano, dt. Der Wurm) ist ein ehemaliger mexikanischer Fußballspieler auf der Position des Stürmers.

## Leben

### Verein
„El Gusano“ Nápoles begann seine Profikarriere bei seinem Heimatverein UANL Tigres, für den er zwischen 1991 und 1995 insgesamt 93 Spiele absolvierte. Anschließend wechselte er zum CD Guadalajara, bei dem er in zwei Etappen insgesamt fünf Jahre verbrachte (1995 bis 1998 sowie 2000 bis 2002) und mit dem er im Sommer 1997 die mexikanische Meisterschaft gewann.
In den Finalspielen gegen Toros Neza hatte Nápoles sich „unsterblich“ gemacht. Nachdem das Hinspiel 1:1 ausgegangen war, gewann Guadalajara das Rückspiel vor  eigenem Publikum mit 6:1, wovon vier Tore auf das Konto des „Matchwinners“ Gustavo Nápoles gingen.
Zum Abschluss seiner aktiven Karriere spielte er 2005 für den ecuadorianischen Polizeisportverein Espoli.

### Nationalmannschaft
Dreimal kam Nápoles für jeweils eine Halbzeit im Dress der mexikanischen Nationalmannschaft zum Einsatz: am 22. September  1993 gegen Kamerun (1:0), am 29. September 1993 gegen Polen (0:0) und am 6. Oktober 1993 gegen Südafrika (4:0).

## Erfolge
- Mexikanischer Meister: Verano 1997